# 水正果
水正果又名柿饼汁，是一种韩国传统茶，呈深红色。水正果由柿饼、桂皮、薑、黑胡椒、蜂蜜或红糖为原料制成，一般还会有松子作点缀。水正果味道香甜。韩国人一般在饭后喝水正果来清新口气，并有暖身和缓解宿醉的功效。